# Liste der Stolpersteine in Osterburg (Altmark)
Die Liste der Stolpersteine in Osterburg (Altmark) enthält alle Stolpersteine, die im Rahmen des gleichnamigen Kunst-Projekts von Gunter Demnig in Osterburg (Altmark) verlegt wurden. Mit ihnen soll Opfern des Nationalsozialismus gedacht werden, die in Osterburg lebten und wirkten. Bei der bislang einzigen Verlegungsaktion wurden am 27. September 2016 fünf Steine an einer Adresse verlegt.

## Liste der Stolpersteine
| Adresse            | Datum der Verlegung | Person | Inschrift | Bild | Bild des Hauses |
| ------------------ | ------------------- | --- | --- | ---- | --------------- |
| Breite Straße 54 · | 27. Sep. 2016       | Hildegard Less (1925–?) Hildegard Less war die Tochter von Moritz und Rosa Less. | Hier wohnte HILDEGARD LESS Jg. 1925 unfreiwillig verzogen 1938 Berlin versteckt gelebt verhaftet 1944 deportiert 1944 Auschwitz befreit |      |                 |
| Breite Straße 54 · | 27. Sep. 2016       | Lieselotte Less (1916–?) Lieselotte Less war die Tochter von Moritz und Rosa Less. | Hier wohnte LIESELOTTE LESS Jg. 1916 unfreiwillig verzogen 1938 Berlin versteckt gelebt überlebt                                        |      |                 |
| Breite Straße 54 · | 27. Sep. 2016       | Moritz Less (1884–?) Moritz Less betrieb in Osterburg ein Schuhgeschäft, das während der Novemberpogrome 1938 verwüstet wurde. Mit seiner jüngsten Tochter tauchte er in Berlin unter und emigrierte mit ihr nach Kriegsende in die Vereinigten Staaten, wohin auch die anderen Familienmitglieder übersiedelt waren. | Hier wohnte MORITZ LESS Jg. 1884 'Schutzhaft' 1938 Buchenwald Sachsenhausen unfreiwillig verzogen 1938 Berlin versteckt gelebt überlebt |      |                 |
| Breite Straße 54 · | 27. Sep. 2016       | Rosa Less (1885–1934) | Hier wohnte ROSA LESS geb. Benjamin Jg. 1885 Tod 25.4.1934 Jüdisches Krankenhaus Berlin                                                 |      |                 |
| Breite Straße 54 · | 27. Sep. 2016       | Ruth Less (1912–?) Ruth Less war die Tochter von Moritz und Rosa Less. | Hier wohnte RUTH LESS Jg. 1912 Flucht 1939 England                                                                                      |      |                 |